# Guitar Flash
Guitar Flash é um jogo simulador de guitarra no mesmo estilo de Guitar Hero e Rock Band criado pela empresa brasileira  Games X Informática. O jogador deve acertar as notas representando a guitarra da música no mesmo ritmo que as escuta; quanto melhor o desempenho obtido, mais pontos é possível fazer no jogo. A série Guitar Flash existe desde 2007 e já teve três jogos lançados: Guitar Flash, Guitar Flash 2 e Guitar Flash Mobile. Atualmente está em desenvolvimento a terceira versão do jogo para computadores, chamada Guitar Flash 3, e que foi apresentada pela primeira vez ao público na Brasil Game Show 2017.

## Guitar Flash e Guitar Flash 2
A primeira versão do Guitar Flash foi lançada em 2007 no site de jogos online Games X - que mais tarde tornou-se o nome da empresa desenvolvedora do mesmo. O jogo aos poucos foi ganhando adeptos e isso fez com que uma nova versão com mais recursos fosse lançada; assim nasceu o Guitar Flash 2. Essa versão do game foi lançada durante o auge do Orkut no Brasil e isso possibilitou ao jogo ficar bastante conhecido, chegando a ser um dos mais populares dessa rede social.
O Guitar Flash 2 também foi disponibilizado através de um site e como aplicativo no Facebook - ambos ainda disponíveis e recebendo novas músicas toda semana. Com o passar dos anos o Guitar Flash 2 ficou conhecido apenas como "Guitar Flash" e mesmo após tanto tempo, ainda recebe mais de meio milhão de jogadores todo mês apenas no aplicativo do Facebook.

## Guitar Flash Mobile
Em agosto de 2015 foi lançada a versão mobile do jogo para os sistemas Android, iOS e Windows Phone. O jogo logo na semana de lançamento obteve mais de 1 milhão de downloads e atualmente tem mais de 10 milhões apenas na Google Play, obtendo dos usuários classificação média de 4.4 numa escala que vai até no máximo 5. Toda quarta-feira uma nova música é adicionada ao game, a grande maioria delas disponibilizadas junto ao jogo gratuitamente através de acordos com bandas como Angra, Mindflow, Hellish War, Pandora101, Allos, Monticelli, Eclyptika, Devils Paradise, Flames At Sunrise, Andragonia etc. O jogo também tem músicas de bandas de rock mundialmente famosas, como: AC/DC, Guns N' Roses, Slipknot, Nirvana, Red Hot Chili Peppers, System Of Down, Linkin Park, Green Day, Black Sabbath, Metallica, Megadeth, etc.

## Guitar Flash 3
A nova versão do jogo para PC está em estágio avançado de desenvolvimento e foi exibida ao público pela primeira vez durante a Brasil Game Show 2017. O jogo recebeu diversas melhorias visuais e novos recursos, como por exemplo o "Custom", sistema de seguidores e compatibilidade com controles da série Guitar Hero e Rock Band.
O "Custom" permite que os próprios jogadores criem "músicas" para o game, já o sistema de seguidores possibilita que jogadores que criam conteúdo para o jogo - como vídeos e músicas - sejam seguidos por outros jogadores. Além destes recursos também está confirmado o modo de jogo multiplayer, onde é possível jogar em tempo real junto com amigos ou outros jogadores do game. A previsão de lançamento do jogo é para Novembro de 2017.